# 馬可·卡斯泰利
馬可·卡斯泰利（義大利語：Marco Castelli，1990年6月7日—），是意大利男模、服装设计师，曾为香奈儿拍摄广告。

## 生平
馬可·卡斯泰利出生于圣卡塔尔多，后与家人在阿格里真托省的恩佩多克莱港生活了近20年，并曾在14岁时当过焊工。2010年，他毕业于当第一所名为Nicolò Gallo的学校商业和旅游服务专业。

### 职业生涯
馬可·卡斯泰利在高中毕业后曾在西西里岛做救生员，后与米兰一家模特经纪公司签约，从此他搬到了米兰。2011年，他与意大利设计师Gianfranco Ferré签订了第一份合同，开始其模特生涯。
馬可·卡斯泰利在25岁时开始从事时装设计工作，并于2016年推出Marco Castelli Collection自主服饰系列。
2018年，他出席了戛纳电影节；还作为男模为香奈儿的BLEU DE CHANEL Parfum香水拍摄了广告。
2019年，担任卡塔尔王室的服装设计师。

## 奖项
- 被纳入Models.com的2015年模特排行榜。
- 2018年，被《福布斯》杂志评选为30岁以下白手起家成功人士
- 2018年8月17日，因在国际比赛中进球而获得了波尔图市政府颁发的荣誉勋章。